# Albert Sauer (Schriftsteller)
Albert Sauer (* 30. April 1911 in Zuckmantel; † 18. Dezember 1993 in Grünenbach) war ein deutscher Autor.

## Leben
Sauer erlangte das Abitur am Johanneum und studierte danach Philosophie und Theologie in Breslau. Am 30. Juli 1939 empfing er dort die Priesterweihe. Als Kaplan war er in Einsiedel bei Würbenthal, Rothbrünnig und ab 1941 in Freiwaldau tätig. Dort lag sein seelsorgerischer Schwerpunkt auf Buchelsdorf (Bukovice), zudem agierte er als Lazarettpfarrer von Freiwaldau. Nach der Flucht wirkte er als Vertriebenenseelsorger im hessischen Bernsdorf. 1949 trat er eine Stelle als Pfarrvikar in Stetten an der Donau an. Nach dem Ausscheiden aus dem Seelsorgedienst 1957 lebte er in Schönau.
Sauer schrieb unter anderem Lyrik. Ab 1948 gab er die Zeitschrift Der Altvaterbote heraus.

## Werke (Auswahl)
- Die hohe Heide: Lieder und Sänge aus dem Altvater. Cassianeum, Donauwörth 1949.
- Du liebes, schönes Altvaterland: Ein neues Bilderbuch. Stetten 1955.
- Die rufende Heimat: Lieder der Treue und Sehnsucht. als Manuskript gedruckt vom Schlesien Verlag Hans Bommer, Miesbach 1957.[4]
- Unvergessene Heimat Freiwaldau: ein Gedenkbuch zur 700-Jahrfeier seiner Geschichte. Verlag Hans Bommer, Miesbach 1968.
- Unvergessene Heimat Zuckmantel: ein Gedenkbuch zur 750-Jahrfeier seiner Geschichte. Verlag Hans Bommer, Miesbach 1974.